# Заовинско језеро
Заовинско језеро се налази на планини Тари код места Заовине и по свом настанку је вештачко. Настало је у периоду од 1975. до 1983. године, када је ток Белог Рзава преграђен бранама код врха Кик (958 m нмв). При највишем водостају, површина језера се налази на надморској висини од 881,5 m. Највећа дубина је око 110 m.
Језеро допуњавају два потока Коњска река и Бели Рзав.

## Карактеристике
Језеро је акумулација реверзибилне хидроелектране Бајина Башта у Перућцу са којом је повезано вертикалним цевоводом. У случају ниског водостаја реке Дрине језеро се празни и покреће турбине хидроелектране док у случају вишка воде и поплавних таласа вода се пумпа вертикално у Заовинско језеро. Због тога ниво језера доста осцилује. Постоје и четири мања језера из којих се вода системом спојених судова може претакати у велико језеро. Једно од тих језера је и језеро Спајић које се налази са друге стране бране.
Вода је веома чиста те уз малу прераду у постројењима за прераду воде користи се за пиће.
Језеро се користи и за узгој пастрмки.
Лети има купача на неуређеним плажама. Језеро је погодно за роњење.
У близини насуте бране је и место где је Јосиф Панчић открио Панчићеву оморику, као и средњовековно утврђење Град.

## Флора Заовина
На Заовинама је забележено око 50% флоре целе планине Таре, односно око 15% флоре Србије. На овом подручју до сада је утврђено присуство око 600 биљних врста.
- од укупног броја забележених врста, 55 биљних врста се налази на прелиминарној Црвеној листи флоре Србије.
- међу 330 међународно значајних биљака које живе у Србији, 25 врста се могу наћи на подручју Заовина;
- на простору Заовина налази се 15 биљних врста које су заштићене као природне реткости као нпр. рунолист, а ту се налазе и субендемити Николићева кандилка, Панчићева пољска млечика, и представници фамилије Орцхидацеае који су предложени да буду уврштени на листу Уредбе о заштити природних реткости;

## Галерија
- Језеро Заовине, насута брана
- Поглед са Секулић Вода
- Табла са текстом
- Део код језера где је пронађена Панчићева оморика
- Језеро Заовине, при малом водостају
- Заовинско језеро
- Заовинско језеро
- Бодљикаво дрво поред језера